# Quintil (unidad)
El término es bastante utilizado en economía para caracterizar la distribución del ingreso de una población humana.
El quintil de ingreso se calcula ordenando la población (de una región, país, etc.) desde el individuo más pobre al más adinerado, para luego dividirla en 5 partes de igual número de individuos; con esto se obtienen 5 quintiles ordenados por sus ingresos, donde el primer quintil (o Q1, I quintil) representa la porción de la población más pobre; el segundo quintil (Q2, II quintil), el siguiente nivel y así sucesivamente hasta el quinto quintil (Q5, V quintil), representante de la población más rica.
Proviene del latín, quintus, que significa quinto.